# Ригони, Бенито
Бенито Ригони (итал. Benito Rigoni, 11 апреля 1936, Азиаго, Венеция) — итальянский бобслеист, разгоняющий, выступавший за сборную Италии в  1960-е годы. Бронзовый призёр зимних Олимпийских игр 1964 года в Инсбруке.

## Биография
Бенито Ригони родился 11 апреля 1936 года в городе Азиаго, область Венеция. С ранних лет увлёкся спортом, позже заинтересовался бобслеем и прошёл отбор в национальную сборную Италии, присоединившись к ней в качестве разгоняющего. Первое время выступал с четвёркой Серджио Дзардини, потом перешёл в команду Эудженио Монти.
Сразу стал показывать неплохие результаты, выиграл несколько медалей первенства Италии, благодаря чему удостоился права защищать честь страны на Олимпийских играх 1964 года в Инсбруке, где в составе команды, куда также вошёл пилот Монти с разгоняющими братьями Серджио и Джильдо Сьорпаэс, занял третье место в программе четырёхместных экипажей. Из-за сильно возросшей конкуренции в сборной вскоре принял решение завершить карьеру профессионального спортсмена, уступив место молодым итальянским разгоняющим.